# Eagle (Nebraska)
Eagle – wieś w Stanach Zjednoczonych, w stanie Nebraska, w hrabstwie Cass.